# Ch'uxña Quta (Murillo)
Ch'uxña Quta (aymara ch'uxña grön, quta sjö, också Chojna Kkota) är en sjö i Bolivia.   Den ligger i departementet La Paz, i den centrala delen av landet, 400 km nordväst om huvudstaden Sucre. Ch'uxña Quta ligger 4 960 meter över havet.